# Otakar Kubín
Otakar Kubín (francouzsky Othon Coubine; 22. října 1883 Boskovice – 17. října 1969 Marseille) byl český malíř, sochař a grafik. Polovinu života prožil ve Francii a měl francouzské občanství.  Námětem jeho obrazů je v prvé řadě krajina, zejména Provence a rodné Boskovice, sporadicky pak figurální malba a zátiší. 

## Život

### Mládí a studium
Narodil se na Moravě v Boskovicích, kde měl jeho otec knihkupectví. Rodiče Jan Kubín a Hermenegilda, roz. Vachová si přáli, aby se stal učitelem, ale nakonec  souhlasili, že půjde na  sochařsko-kamenickou školu v Hořicích. Cítil však více zálibu pro kresbu a malbu, než pro plastiku, a proto se po roce přihlásil na  Akademii výtvarných umění v Praze. Studoval v letech 1900–1904 u Václava Brožíka, Vojtěcha Hynaise, Hanuše Schwaigera a Františka Thieleho. V mládí rád sportoval, jezdil na kole, hrál tenis. Byl spoluzakladatelem a prvním náčelníkem Dělnické tělocvičné jednoty v Boskovicích. V roce 1902 se svým spolubydlícím sochařem Janem Šturmou vstoupil do sociálně demokratické strany.
Po návratu do Boskovic  si Kubín nějaký čas vydělával jako kreslič dokumentace speleologických výprav Karla Absolona do Moravského Krasu. Vydělané peníze mu umožnily absolvovat studijní cestu do Antverp, Paříže a Itálie. V Boskovicích  si na zahradě rodičovského domu postavil jednoduchý ateliér (říkal mu Bouda). Udržoval kontakt s pražským uměleckým  prostředím. Byl členem Osmy, účastnil se výstavy v Praze  roku 1907.  O rok později se jeho obrazy objevily  na výstavě Spolku výtvarných umělců Mánes, kde vzbudily rozporuplné reakce. Od roku 1909 působil jako asistent kreslení na pražské Uměleckoprůmyslové škole, což mu zajistilo trvalý příjem. V srpnu 1912 se v Praze na Vinohradech oženil s Blaženou Katzovou, v témže roce však opustil zajištěnou existenci a rozhodl se odejít do Paříže s cílem věnovat s výhradně malířské tvorbě a najít nový způsob vyjádření. 

### Život ve Francii
Od roku 1913 pobýval s manželkou  ve  Francii. Jeho obrazy zaujaly německého galeristu Herwartha Waldena, který mu umožnil vystavovat v galerii spolku Sturm společně se známými avantgardními malíři jako byli Oskar Kokoschka nebo Marc Chagall. Tento kontakt byl přerušen po vyhlášení války. Manželé Kubínovi byli  zpočátku internování v cizineckém táboře v Bordeaux, po propuštění Kubín přijal místo v Národní knihovně,  paní Kubínová získala práci v úřadu českého zahraničního odboje v Paříži. Podporovala svého manžela, který hned po válce v roce 1918 uspořádal soubornou výstavu kreseb v pařížském knihkupectví. Obchodník Adolphe Basler s ním uzavřel smlouvu na prodej obrazů a uspořádal úspěšné výstavy v Paříži a Londýně. Od roku 1919 pravidelně vystavoval v Salonu nezávislých a od 1924 na Salonu v Tuileriích v Paříži. Začal své obrazy podepisovat jako Othon Coubine. Umělecký i finanční úspěch byl však narušen osobní tragédií. V roce 1919 zemřel  malý syn Pascal  a několik měsíců na to v roce 1920 i Blažena Kubínová. Příčinou byla tuberkulóza, kterou na pozvání starosty z Apt přijeli léčit do Provence. 
V Provence již zůstal natrvalo a tamní krajina se stala hlavním námětem jeho obrazů. V roce 1921 se v Apt oženil s Francouzkou Berthe Chaixovou, koupil starý měšťanský dům  v Simiane-la-Rotonde. V roce 1925 Kubín přijal francouzské občanství. Prožíval období své největší slávy, vystavoval  v Paříži společně  s Pablem Picassem a  Henrym Matissem. Noviny uváděly oslavné kritiky, vycházely knihy o jeho umění, byl zván na výstavy do Tokia, Ženevy, New Yorku, Berlína či Amsterodamu.  Velkým obdivovatelem Kubínova díla byl americký kritik a sběratel Leo Stein, který zakoupil řadu jeho obrazů, především provensálské krajiny.
Kubín udržoval kontakty se svou vlastí, v roce 1932 se stal členem Umělecké besedy. V roce 1937 navštívil Moravu. V roce 1938 koupil středověký hrad Caseneuve ve Vaucluse. 

### Návrat do Československa

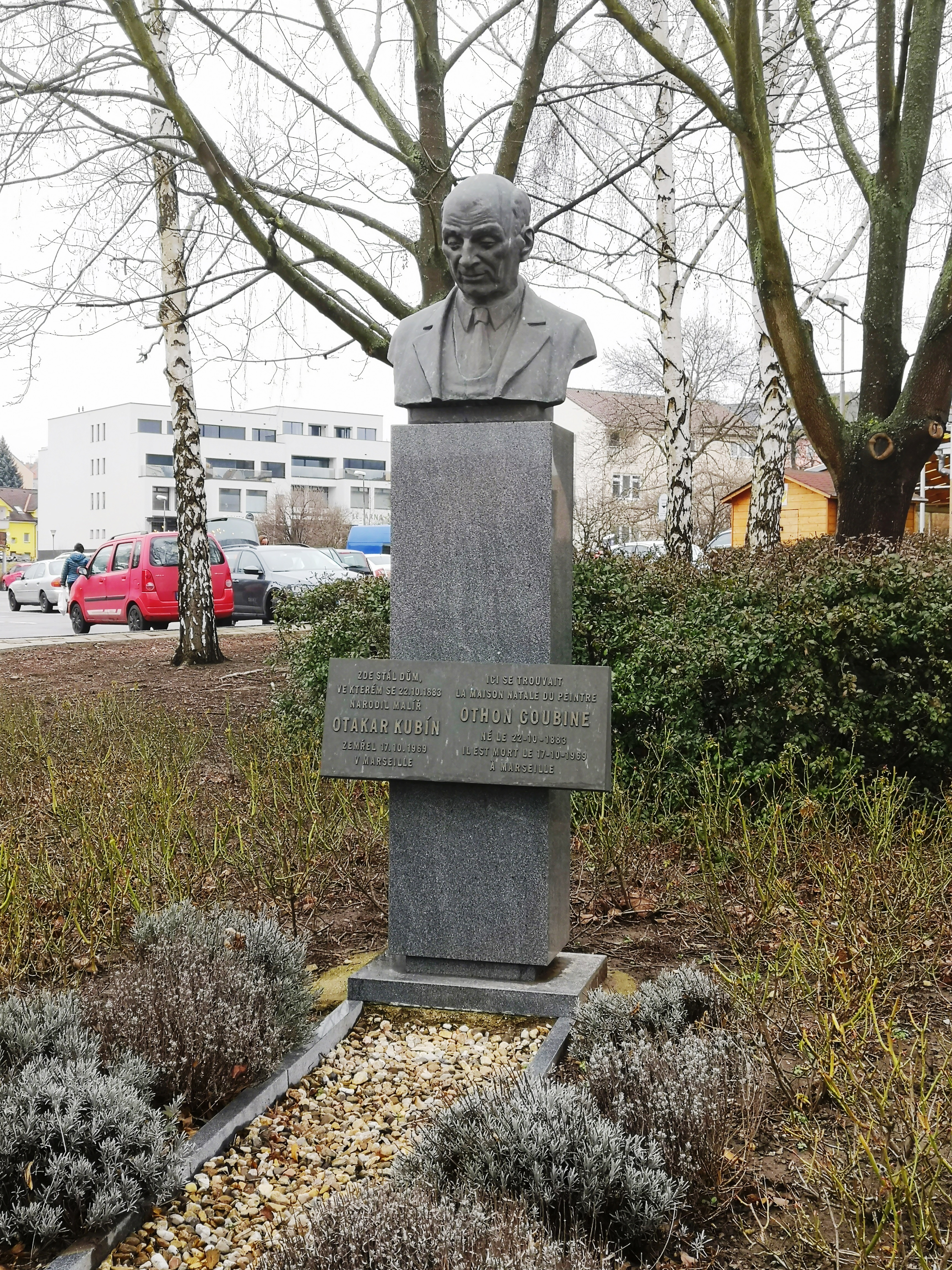
Kubínův památník v Boskovicích

V listopadu 1951 přijel do Československa na krátký pobyt, ale nakonec se rozhodl zůstat.  Přijal československé státní občanství a usadil se v Praze i se svou manželkou Berthe. Přijetí, kterého se mu dostalo od oficiálních míst zůstalo za očekáváním.  Bylo mu slíbeno místo profesora na Akademii výtvarných umění, ale z  jeho jmenování sešlo. V roce 1954 dostal titul zasloužilý umělec, i když vzhledem ke své reputaci pomýšlel na titul národního umělce. Byl vyznamenán Řádem práce. Střídal pobyt v Praze a Boskovicích, kde po několika letech  dostal byt v bývalé hraběcí rezidenci. Maloval okolní krajinu, zátiší s květinami, své obrazy podepisoval česky Kubín. V roce 1958 se konala  v Domě umění v Brně velká výstava z díla Otakara Kubína a v  roce 1963 se uskutečnila v Boskovicích výstava obrazů  u příležitosti jeho 80. narozenin.
Boskovice mu udělily čestné občanství. Před návratem do Francie Kubín odkázal městu několik desítek obrazů, které zde za svého třináctiletého pobytu vytvořil. V Boskovicích je stálá výstava obrazů Otakara Kubína umístěna v galerii, která nese malířovo jméno. Nachází se v renesančních  prostorách pod věží radnice. V místě, kde stál rodný dům Otakara Kubína, je od roku 2003  jeho busta s českým a francouzským nápisem. V roce 2019 byla v Boskovicích uspořádána výstava Otakar Kubín – Othon Coubine, Boskovice – Paříž – Simiane, 1883–1969 připomínající 50. výročí  od malířovy smrti.  

### Závěr života
V roce 1964 zamířil zpět do Francie a posledních pět let života strávil v Provence. 
Zemřel 17. října 1969 v Marseille ve věku 85 let. Je pohřben v městečku Apt ve Francii v rodinné hrobce jeho ženy. Na náhrobku je vytesáno jeho české jméno - O. Kubín.

## Dílo
Na rozdíl od ostatních umělců z Osmy Kubína kubismus ovlivnil jen málo. Kubistické období lze dokumentovat na  sérií dřevorytů s názvem Lidské bídy. V jeho raném díle je zřejmý vliv expresionismu Vincenta van Gogha (Žně v Boskovicích, 1908, Moulin de la Galette, 1909, Pont Neuf, 1910). Během první světové války ho nedostatek finančních prostředků přivedl ke kresbě a nejprve se proslavil svými pracemi na papíře. Převážnou část jeho díla však tvoří olejomalby.  Za pobytu v Provence v meziválečném období přešel k neoklasicismu. Jeho harmonické krajiny, zátiší a květiny jemné barevné škály  reprezentují jeho vrcholné tvůrčí období. V těchto dílech je patrná Kubínova touha po klidu a míru. Vyjádření neměnnosti a stálosti je doprovázeno tlumenými barvami pozdního léta nebo podzimu (Krajina z Aptu, 1920; Podzim v Provence, 1921). Častější figurativní motivy v jeho malbě jsou odrazem krize způsobené úmrtím jediného syna a manželky (Stará krajkářka, 1918,  Pradlena, 1920,  Venkované z Auvergne, 1923). V pozdním období jeho práce postrádají invenci. Často se spíše vracel ke svým starým obrazovým dílům dvacátých a třicátých let, které na žádost sběratelů doplňoval o repliky a další varianty. Vzpomínal tak na nejšťastnější dobu své umělecké existence v Provence. Řadu obrazů namaloval v Boskovicích, ale jeho barevná škála přešla k tmavším odstínům (Knínice, 1952; Krajina s kostelíkem, Krajina se stromem). Věnoval se rovněž i figurální malbě, která měla být vyjádřením umělcova postoje a vztahu k socialismu (Partyzán, Bojovníci míru na barikádách) a podobiznám svých známých (Daduna, 1957; Paní Komárková, 1958).

### Olej

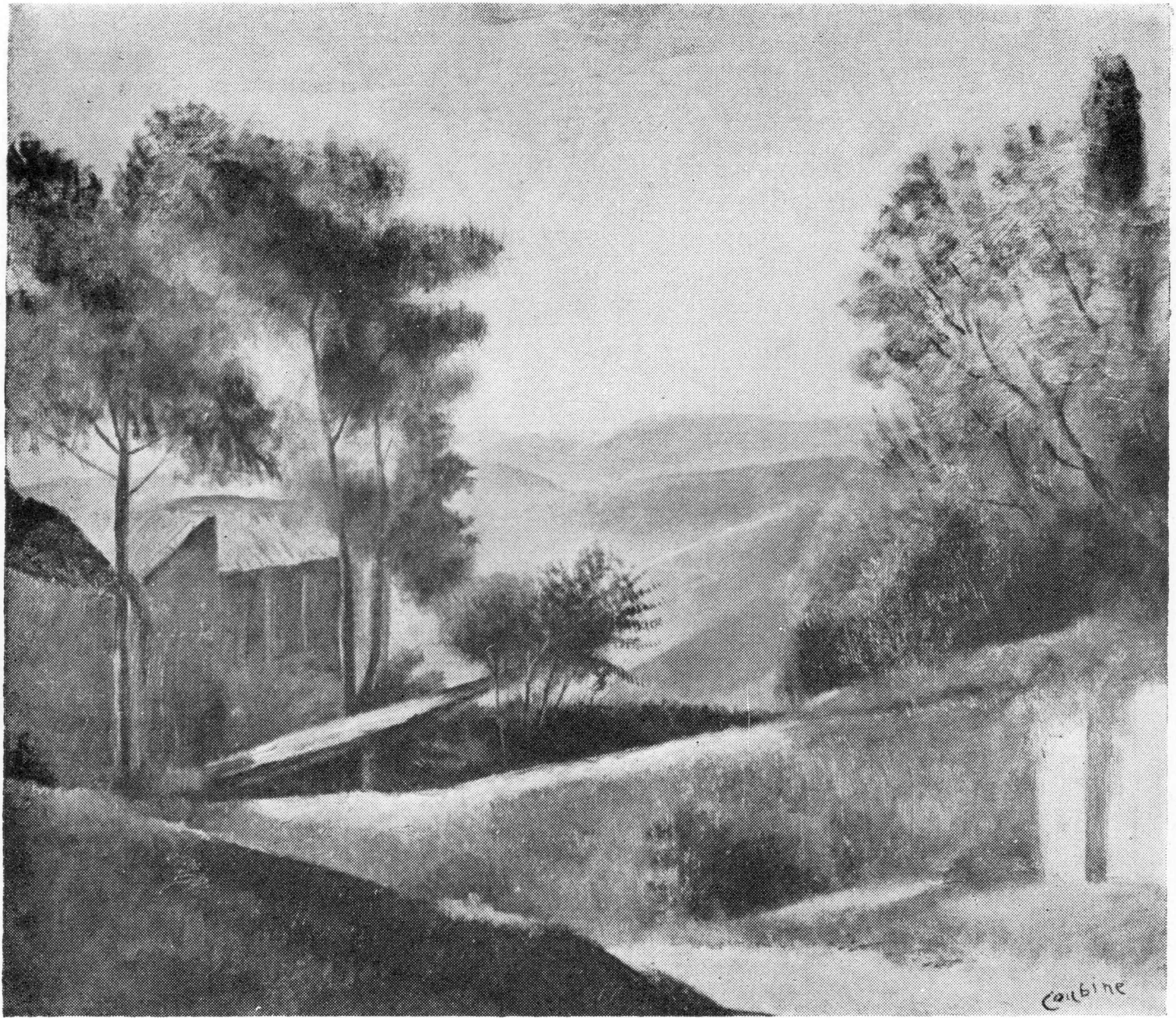
Krajina, olej 1933

Švec (školní práce), Plot zahrady (1902), Podobizna (1903), Moravská krajina (1905), Předvečer (1907), Dobývání písku, Vykopávání brambor, Žně v Boskovicích (1908), Zátiší, Hřbitovní kaple v Boskovicích, Portrét Bohumila Kubišty (1910), Imaginární podobizna Edgara Alana Poea (1911), Duel (1912), Přadlena (1920), Fenaison (1921), Krajkářka, Venkované z Auvergne (1923), Sedící akt (1925), Kaplička v Simiane (1926), Ležící akt (1930), Krajina v Auvergne (1927–30), Kytice (1929), Okolí Cannes (1932), Akt (1933), Jaro v Simiane, Dům na venkově, Krajina se skálou, Žně (1934), Rybník na Suchém (1952), Ovesné pole (1955), Červená zahrada (1957).

### Grafika
Job, Krajkářka, Rodina umělcova (1919), Neplačte, Fenaison, Švadlena, Hlava starce (1920), Kurtizána (1921), Dívka, Krajina, Švadlena, Akt na pohovce, Panorama Simianu, Dívka s náhrdelníkem (1922), Dívka s páskou ve vlasech (1923), Okolí Aptu (1924), Úsměv (1925), Kytice (1931), Most, Studie stromu (1933).

### Plastiky
Maska (bronz, 1922), Žena z Marseille (bronz, 1928), Ležící dívka (reliéf v kameni, 1928), Mulatka (bronz, 1931), Dívka se zrcadlem (pálená hlína, 1932).

## Výstavy (výběr)
Kubín během svého života uspořádal více než 30 samostatných výstav a na desítkách výstav se podílel.

### samostatné
- 1905  v Boskovicích
- 1920 v galerii Berthe Wielle  a v galerii Drouot v Paříži
- 1923 v SVÚ Mánes v Praze
- 1924 v galerii Nebelthau v Berlíně a v galerii Vauthier v Düsseldorfu
- 1931 v galerii dr. Feigla v Praze
- 1934  v Obecním domě v Praze
- 1946 v Aix-en-Provence
- 1957 Francouzská krajina v galerii ČFVU v Praze
- 1958 souborná výstava k 75. narozeninám v Domě umění v Brně
- 1963 výstava k 80. narozeninám v zámeckém skleníku v Boskovicích
- 1966 v galerii Mercuciano v Marseille

### skupinové
- 1907 první výstava skupiny Osma v Praze

- 1913 s Marcem Chagallem v galerii Sturm v Berlíně
- 1921 výstava kreseb s Henri Matissem a Pablem Picassem v galerii Berthe Wielle v Paříži
- 1928 účast na výstavách francouzského umění v Paříži, Hamburku a Tokiu
- 1931 École de Paris, výstava Umělecké besedy v Praze (Obecní dům a Alšova síň)
- 1946 L’exposition internationale de l’art moderne v Musée de l’art moderne v Paříži
- 1959 výstava Masterpieces of Czech art v Edinburghu
- 1962 výstava České umění 19. a 20. století v Sofii a Bukurešti
- 1966 výstava Paris-Prague v Musée de l’art moderne v Paříži
- 1978 České a slovenské meziválečné malířství v Národní galerii v Lublani

- 2024/2025 École de Paris: Umělci z Čech a meziválečná Paříž, Národní galerie Praha (Georges Kars, Othon Coubine, François Maurice Eberl a další.)[6]